# Ai (Dichterin)

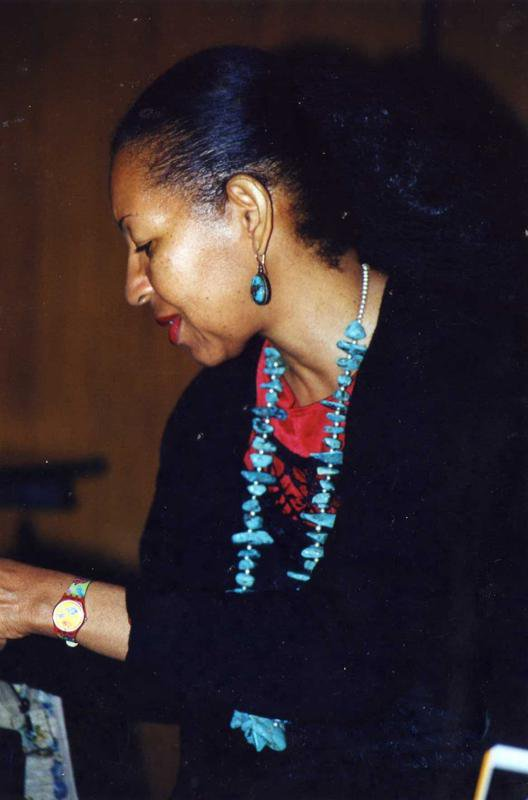
Ai, 2010

Ai (* 21. Oktober 1947 in Albany, Texas; † 20. März 2010 in Stillwater, Oklahoma) war eine US-amerikanische Dichterin, die sich auf den Dramatischen Monolog spezialisiert hatte, den sie sowohl anonymen Personen als auch bekannten Persönlichkeiten in den Mund legte. Ihre erste Monologsammlung wurde 1973 veröffentlicht; es folgten sieben weitere bis 2010. Nebst anderen Auszeichnungen erhielt Ai im Jahr 1999 den National Book Award. Zum Zeitpunkt ihres Todes lehrte sie Kreatives Schreiben an der Oklahoma State University.

## Leben und Werk
Ai wurde 1947 als Florence Anthony in Albany geboren und wuchs unter anderem in Tucson auf. Ihr Vater war ein Japaner mit dem Nachnamen Ogawa, mit dem ihre verheiratete Mutter eine kurze Affäre hatte. Anthony war der Nachname des Mannes ihrer Mutter; während ihrer Kindheit lebte Ai aber unter dem Namen Florence Haynes, dem Namen ihres zweiten Stiefvaters. In der Graduate School begann sie sich wieder Florence Anthony zu nennen. Als sie 1973 von ihrem biologischen Vater erfuhr, übernahm sie dessen Nachnamen und zusätzlich ihr seit 1969 benutztes Schriftsteller-Pseudonym „Ai“ als Mittelname.
Im Jahr 1969 schloss Ai ihr Studium an der University of Arizona mit einem BA ab. Darauf machte sie an der University of California in Irvine im Jahr 1971 ihren Master of Fine Arts. Ein erster Band mit kurzen Monologen erschien 1973 unter dem Titel Cruelty.  Im Jahr 1975 erhielt Ai ein Guggenheim-Stipendium sowie die Bunting Fellowship des Radcliffe College und im Jahr 1978 eine Förderung des National Endowment for the Arts. Von 1977 bis '78 unterrichtete Ai als Visiting Poet an der Wayne State University. 1979 wurde ihr zweiter Gedichtband Killing Floor veröffentlicht, dessen Manuskript im Jahr zuvor den Lamont Poetry Selection Award der Academy of American Poets gewonnen hatte. Hier führte Ai bekannte Persönlichkeiten als Erzählpersonen in ihr Œuvre ein.
Ais drittes Buch Sin erschien 1986. Zu diesem Zeitpunkt sah ein Rezensent der New York Times ihren Einfluss dergestalt, dass er sie als mitverantwortlich für die damalige Beliebtheit des dramatischen Monologs unter jungen Dichtern bezeichnete. Für Sin erhielt Ai im Folgejahr den American Book Award der Before Columbus Foundation. Während dieser Zeit war sie Visiting Poet an der George Mason University, gefolgt von einer Tätigkeit als Writer-in-Residence an der Arizona State University von 1988 bis 1989.
Ihre zwei nächsten Werke waren Fate (1991) und Greed (1993). Unter dem Titel Vice: New and Selected Poems erschienen dann 1999 achtzehn neue und 58 bereits zuvor veröffentlichte Monologe Ais. Dieses Werk wurde mit dem National Book Award in der Kategorie Poetry ausgezeichnet. Ab 1999 wurde Ai als Professorin für Kreatives Schreiben an der Oklahoma State tätig, eine Stelle, die sie bis zu ihrem Tod innehatte. In den Jahren 2002 und 2003 übernahm sie außerdem den Lehrstuhl für Kreatives Schreiben an der Southwest Texas State University.
Mit Dread kam im Jahr 2003 das letzte Buch heraus, das zu ihren Lebzeiten veröffentlicht wurde. 2009 erhielt sie die United States Artists Ford Fellowship. Im März 2010 starb Ai an einer Lungenentzündung, die sich aufgrund einer zuvor unentdeckten Krebserkrankung gebildet hatte. Posthum erschien im September No Surrender.

## Werke
- Cruelty (1973)
- Killing Floor (1979)
- Sin (1986)
- Fate (1991)
- Greed (1993)
- Vice: New and Selected Poems (1999)
- Dread (2003)
- No Surrender (2010)